# Coll d'Art (Ogassa)
El Coll d'Art és un pas dels municipis d'Ogassa i Sant Joan de les Abadesses, a la comarca catalana del Ripollès.